# Biblioteca Municipal Rocha Peixoto
La Biblioteca Municipal Rocha Peixoto es una biblioteca municipal localizada en Póvoa de Varzim, Portugal. La biblioteca fue fundada en 1880 y, por aquel entonces, era una pequeña biblioteca llamada Biblioteca Popular Camões, creada con motivo del tricentenario de la muerte de Luís de Camões.
En 1913, la biblioteca se diversifica al recibir, como herencia, el núcleo documental del científico poveiro Rocha Peixoto, constituido por 2.794 volúmenes, lo que lleva a que, en 1966, con motivo del I Centenario del nacimiento de Rocha Peixoto, se pase a denominar Biblioteca Municipal Rocha Peixoto, y que, después de varios cambios de edificio, acaba por instalarse, definitivamente, en el edificio actual en 1991.

## Historia
La biblioteca fue fundada en 1880 siendo primero una pequeña biblioteca llamada Biblioteca Popular Camões , creada alrededor del tricentenario de la muerte de Luís de Camões . En 1913 , la biblioteca se diversificó al recibir, como herencia, el núcleo documental del científico poveiro Rocha Peixoto, compuesto por 2794 volúmenes, que dio lugar al nombre de la Biblioteca en 1966 , en la época del I Centenario del Nacimiento de Rocha Peixoto que, tras varios cambios de edificación, acabó siendo instalada de forma permanente en el edificio contemporáneo, diseñado por el arquitecto JJ Silva García, en 1991 .
En 2006, tras las muertes de Manuel Amorim y Manuel Lopes, la biblioteca también recibió como legado las respectivas bibliotecas personales. Estas dos figuras se dedicaron al estudio de la ciudad, Manuel Amorim destacó por su profundización de la historia local, y Manuel Lopes, director de la biblioteca hasta su muerte, se centró en la cultura local, con la reconstrucción de Lancha Poveira Fé em Deus , en la exposición de "Siglas Poveiras" (elegida como exposición del año en Europa en 1980). 
En 2007, la escritora Luísa Dacosta , debido a su fuerte vinculación con Póvoa de Varzim por haber vivido en Aver-o-Mar , lo que repercutió en sus obras, también donó parte de su patrimonio, como poemas manuscritos, cartas y obras autografiadas.